# Joseph Kirschvink
Joseph L. Kirschvink, genannt Joe Kirschvink, (* 1953) ist ein US-amerikanischer Geologe, Geophysiker und Hochschullehrer am California Institute of Technology (Caltech), bekannt für Beiträge zum Paläomagnetismus und  Biomagnetismus (Entdeckung der ersten Magnetofossilien) und die Hypothese der Schneeball Erde.

## Leben
Kirschvink studierte am Caltech mit dem Bachelor- und Masterabschluss (letzterer 1975) und an der Princeton University mit dem M.A. 1978 und der Promotion 1979. Er wurde 1981 Assistant Professor am Caltech, 1987 Associate Professor und 1992 Professor. Seit 2004 ist er Van Wingen Professor für Geobiologie.

## Werk
Kirschvink war an der Entwicklung verschiedener moderner Messtechniken im Paläomagnetismus wesentlich beteiligt (2 G Magnetometer, SQUID-Mikroskopie). Er war ein Pionier des Biomagnetismus bei Bakterien und entdeckte die ersten fossilen Überreste von magnetischer Orientierung von Bakterien, deren Magnetitkristalle er als eine Quelle des Paläomagnetismus von Sedimentgesteinen ausmachte.
1992 schlug er die Hypothese des Schneeballs Erde vor, einer globalen Vereisung vor 2,4 Milliarden Jahren, die durch Treibhausgase aus vulkanischer Aktivität wieder überwunden wurde. Er sieht die Ablagerung der Bändererze als Folge der damaligen globalen Vereisung.
Er ist für die Untersuchung kleiner Magnetit-Kristalle in Gesteinen und Lebewesen (Biomineralisation) bekannt, aus denen er Rückschlüsse auf deren Entstehungsort zieht (Paläomagnetismus). Solche Untersuchungen von Magnetitkristallen 2,4 Milliarden Jahre alter Gletscherablagerungen in Australien (Elatina Formation), dessen damalige Lage er damit am Äquator lokalisierte, führten ihn auch zur These einer globalen Paläoproterozoischen Vereisung (Schneeball Erde).
Er vertritt auch die These des Ursprungs des Lebens auf dem Mars unter wüstenartigen Bedingungen (Salzseen). Die frühen Lebensformen sind dann nach Kirschvink über Marsmeteoriten auf die Erde gelangt. Er untersuchte zahlreiche Marsmeteorite und konnte darin auch Anzeichen für ein früheres Magnetfeld finden (was daneben bewies, dass innerhalb der Meteoriten beim Durchgang durch die Atmosphäre der Erde durchaus lebensverträgliche Bedingungen herrschen können). Er meint als Beweis für früheres Leben auf dem Mars Magnetfossilien (Magnetit aus fossilen Bakterien) im Marsgestein ausgemacht zu haben, was aber umstritten ist.
Für die Ursachen der Kambrischen Explosion stellte er 1997 die umstrittene These eines trägheitsbedingten Austauschereignisses auf (siehe auch Rare-Earth-Hypothese), nach der sich durch die Kontinentalverschiebung die Hauptträgheitsachsen der Erde geändert hätten und dies zu einer Änderung der relativen Lage der Rotationsachse der Erde zum Erdkörper geführt hätte mit Rotation um die rund 90 Grad versetzte neue Achse mit größtem Trägheitsmoment (von ihnen IITPW-Hypothese genannt für Inertial interchange true polar wander). Damals fanden besonders schnelle Plattenbewegung statt, der Superkontinent Rodinia zerbrach und unmittelbar darauf bildete sich der neue Superkontinent Gondwana. Er macht allerdings auch weniger spektakuläre Gründe geltend. Bereits in einigen frühen Bakterienarten, beispielsweise Magnetospirillum magnetotacticum hatte Magnetit eine Rolle im Stoffwechsel und im Kambrium sei es nach Kirschvink Lebewesen gelungen, die damit verbundenen Stoffwechselprozesse auf andere Mineralien wie Calcit zu übertragen und somit Schalen und Panzer zu bilden. Außerdem führten Meerestransgressionen dieser Zeit zu mehr Sedimentablagerungen und die Wanderung von Laurentia und Teilen von Gondwana in äquatoriale Breiten zu mehr Artenvielfalt wegen des wärmeren Klimas.  In dem Buch mit Peter Ward von 2015 sehen sie den Sauerstoffgehalt der Atmosphäre als wesentlichen Motor der Evolution.
Kirschvink deutet kleine Ketten von Magnetitkristallen in Lebewesen als Sensoren für Magnetfelder. Er fand auch Magnetit-Kristalle im menschlichen Gehirn und verfolgt die Möglichkeit, dass auch Menschen wie einige andere Tierarten einen magnetischen Sinn besitzen.

## Ehrungen
Er gewann den Richard P. Feynman Prize für Lehre am Caltech und hielt 2001 die Carl Sagan Memorial Lecture der American Geophysical Union. Er ist seit 2003 Mitglied der American Academy of Arts and Sciences. 2011 erhielt er den William Gilbert Award der American Geophysical Union.
Der Asteroid 27711 ist nach ihm benannt.

## Schriften
- mit Peter Ward: A New History of Life: The Radical New Discoveries about the Origins and Evolution of Life on Earth. Bloomsbury Press, 2015.
  - Deutsche Ausgabe: Eine neue Geschichte des Lebens – Wie Katastrophen den Lauf der Evolution bestimmt haben. Deutsche Verlags-Anstalt, 2016.
- mit Robert E. Kopp, Isaac A. Hilburn und Cody Z. Nash: The Paleoproterozoic snowball Earth: A climate disaster triggered by the evolution of oxygenic photosynthesis. In: Proc. Natl. Acad. Sci. U.S.A. Band 102, Nr. 32, 2005, S. 11131–11136.
- Late Proterozoic low-latitude glaciation: the snowball Earth. In: J. W. Schopf, C. Klein (Hrsg.): The Proterozoic Biosphere. Cambridge University Press, Cambridge 1992, S. 51–52.
- mit Atsuko Kobayashi-Kirschvink und Barbara J. Woodford: Magnetite biomineralization in the human brain. In: Proc. Natl. Acad. Sci. USA. Band 89, 1992, S. 7683–7687.
- mit Shih-Bin Robin Chang: Magnetofossils, the magnetization of sediments and the evolution of magnetite biomineralization. In: Ann. Rev. Earth Planet. Sci. Band 17, 1989, S. 169–195.
- mit Robert L. Ripperdan und David A. Evans: Evidence for a Large-Scale Reorganization of Early Cambrian Continental Masses by Inertial Interchange True Polar Wander. In: Science. Band 277, Nr. 5325, 1997, S. 541–545.
- mit L. M. Ward und W. W. Fischer: Timescales of Oxygenation Following the Evolution of Oxygenic Photosynthesis. In: Origins of Life and Evolution of Biospheres. Band 46, März 2016, S. 51–65.
- mit Ross N. Mitchell, Timothy D. Raub und Samuel C. Silva: Was the Cambrian explosion both an effect and an artifact of true polar wander? In: American J. Science. Band 315, Dezember 2015, S. 945–995.
- mit Katie Thomas-Keptra u. a.: Elongated prismatic magnetite crystals in ALH84001 carbonate globules: Potential Martian magnetofossils. In: Geochimica et Cosmochimica Acta. Band 64, 2000, S. 4049–4081.